# Seznam medailistů na letních olympijských hrách v silniční cyklistice – muži vyřazené disciplíny

## Vyřazené disciplíny

### Družstvo - hromadný start
| Rok      | Zlato                                                                                       | Stříbro                                                                                    | Bronz                                                                                       |
| -------- | ------------------------------------------------------------------------------------------- | ------------------------------------------------------------------------------------------ | ------------------------------------------------------------------------------------------- |
| LOH 1912 | Švédsko (SWE) · Erik Friborg · Ragnar Malm · Axel Persson · Algot Lönn                      | Velká Británie (GBR) · Frederick Grubb · Leonard Meredith · Charles Moss · William Hammond | Spojené státy americké (USA) · Carl Schutte · Alvin Loftes · Albert Krushel · Walter Martin |
| LOH 1920 | Francie (FRA) · Achille Souchard · Fernand Canteloube · Georges Detreille · Marcel Gobillot | Švédsko (SWE) · Harry Stenqvist · Sigfrid Lundberg · Ragnar Malm · Axel Persson            | Belgie (BEL) · Albert Wyckmans · Albert De Bunné · Jean Janssens · André Vercruysse         |
| LOH 1924 | Francie (FRA) · Armand Blanchonnet · René Hamel · Georges Wambst                            | Belgie (BEL) · Henri Hoevenaers · Alphonse Parfondry · Jean van den Bosch                  | Švédsko (SWE) · Gunnar Sköld · Erik Bohlin · Ragnar Malm                                    |
| LOH 1928 | Dánsko (DEN) · Henry Hansen · Orla Jørgensen · Leo Nielsen                                  | Velká Británie (GBR) · Jack Lauterwasser · John Middleton · Frank Southall                 | Švédsko (SWE) · Gösta Carlsson · Erik Jansson · Georg Johnsson                              |
| LOH 1932 | Itálie (ITA) · Giuseppe Olmo · Attilio Pavesi · Guglielmo Segato                            | Dánsko (DEN) · Henry Hansen · Leo Nielsen · Frode Sørensen                                 | Švédsko (SWE) · Arne Berg · Bernhard Britz · Sven Höglund                                   |
| LOH 1936 | Francie (FRA) · Robert Charpentier · Robert Dorgebray · Guy Lapébie                         | Švýcarsko (SUI) · Edgar Buchwalder · Ernst Nievergelt · Kurt Ott                           | Belgie (BEL) · Auguste Garrebeek · Armand Putzeys · François Vandermotte                    |
| LOH 1948 | Belgie (BEL) · Léon Delathouwer · Eugène Van Roosbroeck · Lode Wouters                      | Velká Británie (GBR) · Robert John Maitland · Ian Scott · Gordon Thomas                    | Francie (FRA) · José Beyaert · Jacques Dupont · Alain Moineau                               |
| LOH 1952 | Belgie (BEL) · Robert Grondelaers · André Noyelle · Lucien Victor                           | Itálie (ITA) · Dino Bruni · Gianni Ghidini · Vincenzo Zucconelli                           | Francie (FRA) · Jacques Anquetil · Claude Rouer · Alfred Tonello                            |
| LOH 1956 | Francie (FRA) · Arnaud Geyre · Maurice Moucheraud · Michel Vermeulin                        | Velká Británie (GBR) · Arthur Brittain · William Holmes · Alan Jackson                     | Tým sjednoceného Německa (EUA) · Reinhold Pommer · Gustav-Adolf Schur · Horst Tüller        |

### Časovka družstev
| Rok      | Zlato                                                                                         | Stříbro                                                                                                | Bronz                                                                                         |
| -------- | --------------------------------------------------------------------------------------------- | --- | --------------------------------------------------------------------------------------------- |
| LOH 1960 | Itálie (ITA) · Livio Trapè · Antonio Bailetti · Ottavio Cogliati · Giacomo Fornoni            | Německo (GER) · Gustav-Adolf Schur · Egon Adler · Erich Hagen · Günter Lörke                           | Sovětský svaz (URS) · Alexej Petrov · Viktor Kapitonov · Jevgenij Klevcov · Jurij Melichov    |
| LOH 1964 | Nizozemsko (NED) · Bart Zoet · Evert Dolman · Gerben Karstens · Jan Pieterse                  | Itálie (ITA) · Ferruccio Manza · Severino Andreoli · Luciano Dalla Bona · Pietro Guerra                | Švédsko (SWE) · Sture Pettersson · Sven Hamrin · Erik Pettersson · Gösta Pettersson           |
| LOH 1968 | Nizozemsko (NED) · Joop Zoetemelk · Fedor den Hertog · Jan Krekels · René Pijnen              | Švédsko (SWE) · Sture Pettersson · Tomas Pettersson · Erik Pettersson · Gösta Pettersson               | Itálie (ITA) · Pierfranco Vianelli · Giovanni Bramucci · Vittorio Marcelli · Mauro Simonetti  |
| LOH 1972 | Sovětský svaz (URS) · Valerij Jardy · Gennadij Komnatov · Valerij Lichačev · Boris Šuchov     | Polsko (POL) · Ryszard Szurkowski · Edward Barcik · Lucjan Lis · Stanisław Szozda                      |                                                                                               |
| LOH 1976 | Sovětský svaz (URS) · Aavo Pikkuus · Valerij Čaplygin · Anatolij Čukanov · Vadimir Kaminskij  | Polsko (POL) · Ryszard Szurkowski · Tadeusz Mytnik · Mieczysław Nowicki · Stanisław Szozda             | Dánsko (DEN) · Jørn Lund · Verner Blaudzun · Gert Frank · Jørgen Hansen                       |
| LOH 1980 | Sovětský svaz (URS) · Jurij Kaširin · Oleg Logvin · Sergej Šelpakov · Anatolij Jarkin         | Německá demokratická republika (GDR) · Falk Boden · Bernd Drogan · Olaf Ludwig · Hans-Joachim Hartnick | Československo (TCH) · Michal Klasa · Vlastibor Konečný · Alipi Kostadinov · Jiří Škoda       |
| LOH 1984 | Itálie (ITA) · Marcello Bartalini · Marco Giovannetti · Eros Poli · Claudio Vandelli          | Švýcarsko (SUI) · Alfred Achermann · Richard Trinkler · Laurent Vial · Benno Wiss                      | Spojené státy americké (USA) · Ron Kiefel · Clarence Knickman · Davis Phinney · Andrew Weaver |
| LOH 1988 | Německá demokratická republika (GDR) · Jan Schur · Uwe Ampler · Mario Kummer · Maik Landsmann | Polsko (POL) · Andrzej Sypytkowski · Joachim Halupczok · Zenon Jaskuła · Marek Leśniewski              | Švédsko (SWE) · Michel Lafis · Anders Jarl · Björn Johansson · Jan Karlsson                   |
| LOH 1992 | Německo (GER) · Michael Rich · Bernd Dittert · Christian Meyer · Uwe Peschel                  | Itálie (ITA) · Andrea Peron · Flavio Anastasia · Luca Colombo · Gianfranco Contri                      | Francie (FRA) · Jean-Louis Harel · Hervé Boussard · Didier Faivre-Pierret · Philippe Gaumont  |